# 山形日産自動車
山形日産自動車株式会社（やまがたにっさんじどうしゃ）は山形県山形市に本社を置く、山形日産グループの日産自動車の販売会社。

## 概要
小関家による同族経営企業である。従来は山形県下全域を営業エリアとし業務を展開していたが、体制の見直しに伴い庄内地区の事業所を山形日産自動車販売に譲渡。県内陸部での営業に専念する体制となった。
現在では日産プリンス山形販売に加え、上述の山形日産自動車販売を再び傘下に納めて山形日産グループを形成。山形県内のすべての日産ディーラーの運営を行っている。

## 沿革
- 1961年（昭和36年）3月24日 - 山形日産自動車株式会社設立。
- 2012年（平成24年）3月1日 - 山形日産グループが日産ネットワークホールディングスより山形日産自動車販売の全株式を取得、以降グループ会社化。これにより山形県の日産ディーラーはすべて山形日産グループによる運営となった。
- 2021年（令和3年）
  - 日産自動車の2020年度優秀販売会社表彰で、日産プリンス山形販売、山形日産自動車販売と共に全国販売会社部門の最優秀社長賞を受賞[2]。
  - 6月30日 - 創業60周年を迎えた山形日産グループのコマーシャルを放送開始。このコマーシャルには映画『君の名は。』の制作チームが監督・プロデューサーとして参加している[3]。

- 2023年（令和5年）12月1日 - 関連会社で中古車部門を運営していた日産マイカーランドの店舗のうち天童と置賜の2店舗の運営を承継[4]。

## 店舗一覧

### 日産
- 本社店／山形市南一番町9-10
- 西田店／山形市西田3-15-25
- 大野目店／山形市浜崎1-4
- 米沢店／米沢市中田町612
- 鳥越店／新庄市鳥越字熊ノ沢1498-7（旧・新庄日産鳥越店）
- 大石田尾花沢店／尾花沢市大字尾花沢1333-4（旧・尾花沢日産）
- 寒河江店／寒河江市大字寒河江字月越2-3
- 南陽店／南陽市椚塚1320-1
- 長井店／長井市東町2-36
- 天童店／天童市大字貫津字石橋2407-1
- 東根店／東根市大字蟹沢1962番地の1

### 中古車
- 日産マイカーランド天童／天童市大字貫津字石橋2407-1
- 日産マイカーランド置賜／東置賜郡高畠町字福沢1022-2

### ルノー
- ルノー山形／山形市南一番町9-10

## 山形県内の他日産車販売店
- 山形日産自動車販売
- 日産プリンス山形販売